# Rectocèle
Ne doit pas être confondu avec Prolapsus rectal.

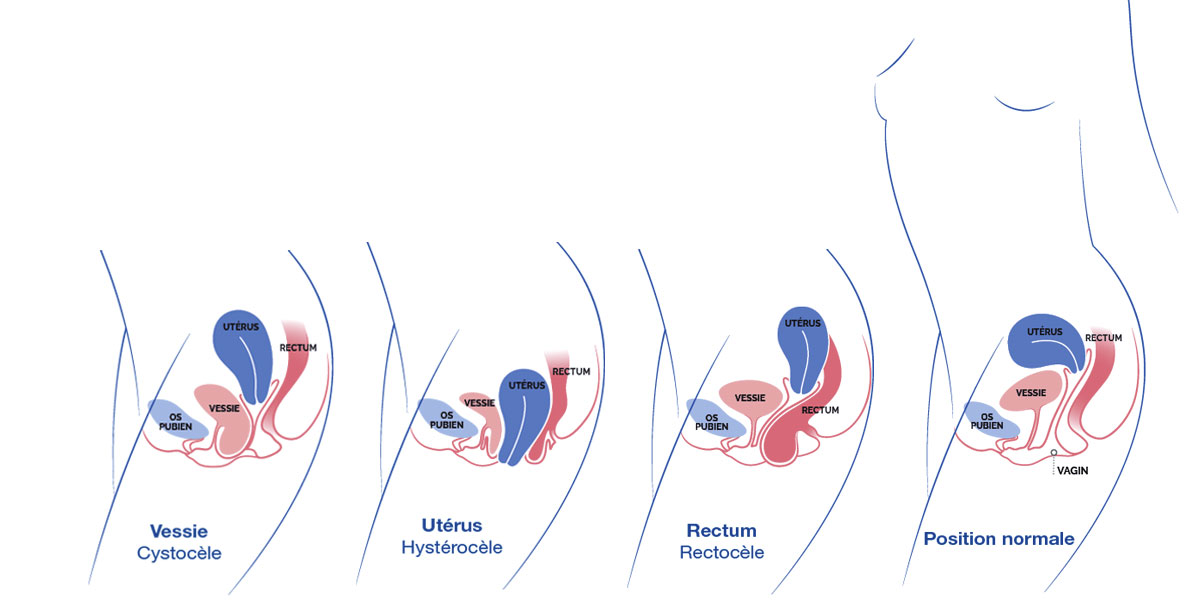
La rectocèle, l'une des trois formes les plus courantes de prolapsus génital.

Une rectocèle ou prolapsus de la paroi postérieure du vagin est un prolapsus (ou hernie) du rectum dans le vagin. Très courante, elle est généralement considérée comme fonctionnelle lorsque sa taille ne dépasse pas 2,5 cm. Ses causes les plus courantes sont des traumatismes obstétricaux, et, dans une moindre mesure, des troubles de la défécation. 